# Eugenia brasiliana
Eugenia brasiliana là một loài thực vật có hoa trong Họ Đào kim nương. Loài này được Aubl. mô tả khoa học đầu tiên năm 1775.